# Eskilscupen
Eskilscupen är en av Sveriges äldsta och största utomhusturneringar i ungdomsfotboll och hålls årligen i Helsingborg. Cupen, som startade 1968, arrangeras av Eskilsminne IF och hade 620 deltagande lag år 2008, varav 40 utländska. Cupen hålls för pojk- och flicklag i åldern 10 till 16 år.
Eskilscupen är, efter Gothia Cup och Piteå Summer Games, Sveriges tredje största fotbollscup.

## Historia

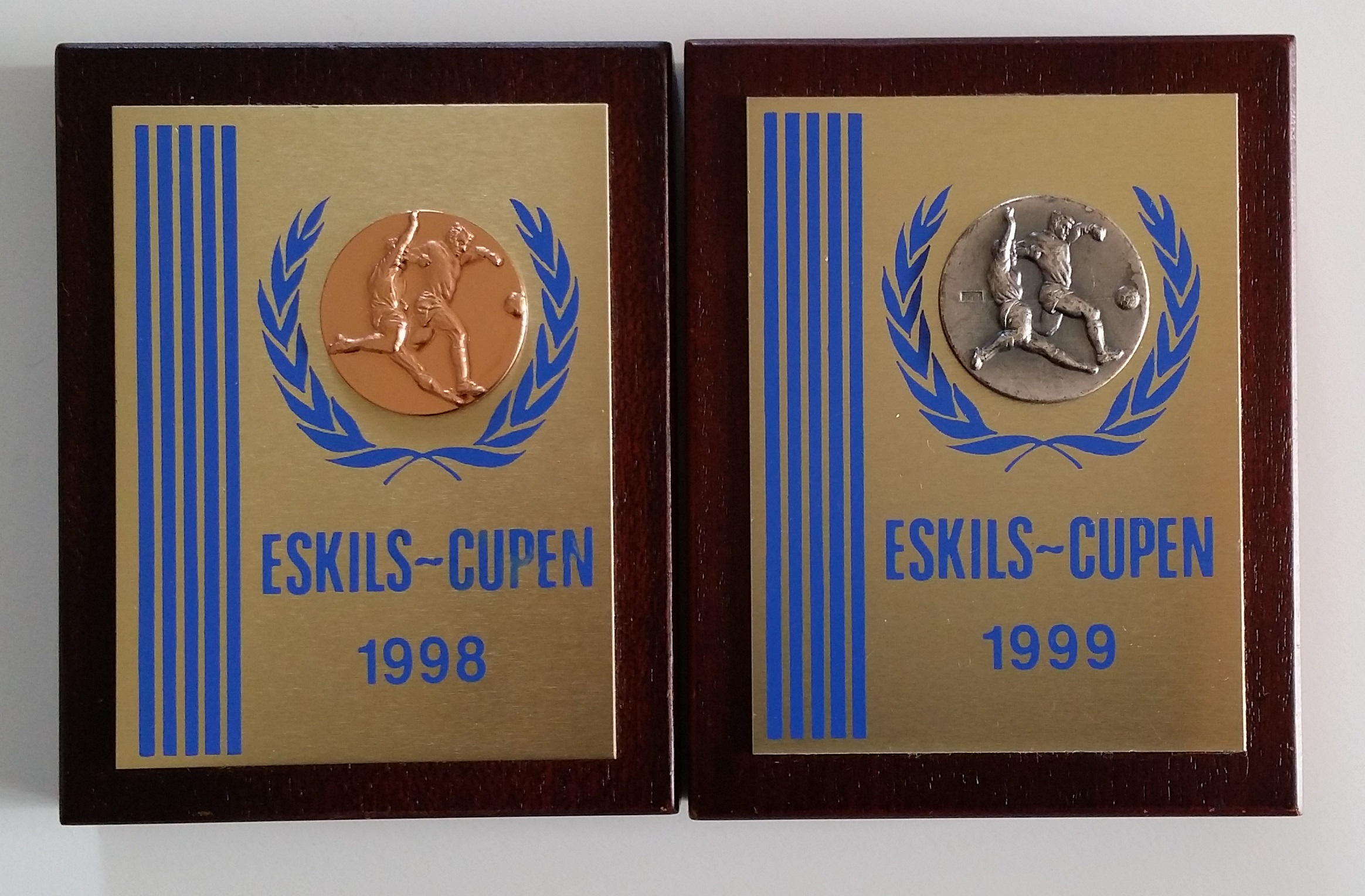
Två plaketter från Eskilscupen från 1998 och 1999.

Den första cupen hölls 1968 i samband med klubbens 40-årsjubileum och drog till sig 28 deltagande lag uppdelade på två åldersklasser. Ursprungligen var cupen uppdelad på två helger, där den sista helgen endast bestod av finaler och spelades på idrottsplatsen Harlyckan. 1973 lades en pojkklass till och 1979 var antalet deltagande lag uppe i 106. 1980 lades även en flickklass till. Vid denna tid hade cupen fått konkurrens av ett flertal andra cuper och började tappa sin position. För att vända trenden valde man från arrangörernas sida att göra om cupen till en övernattningcup, där de olika lagen inhystes i till exempel stadens olika sommarlovstängda skolor, men även hotell. Man beslutade även att spela fotboll på alla tillgängliga fotbollsplaner i Helsingborg. Förändringarna gav resultat, särskilt på 2000-talet, då antalet deltagande lag har ökat från 178 stycken 2003 till 636 stycken 2009. I och med detta är Eskilscupen Sveriges näst största turnering. År 2003 startade man även en öppen klass för funktionshindrade barn. 2020 ställdes Eskilscupen in för första gången, på grund av det då rådande coronavirusutbrottet.

## Arrangemang
Cupen spelades 2009 på 67 fotbollsplaner runt om i Helsingborg. År 2010 hade den siffran växt till 85 planer. 2009 kom den övervägande största andelen lag kommer från Sverige, men även flera lag från Danmark deltar, samt lag från Norge, Finland, USA, Spanien och England. Det spelades 1 947 matcher och man behövde 17 skolor för att hysa de 393 övernattande lagen. På skolorna serverades 55 000 måltider till de olika lagen. Andra lag hyr in sig på något av stadens hotell eller ordnar eget boende. För transporter mellan skolorna och planerna hyrdes en busslinje bestående av 19 bussar in, som under turneringens tre dagar hanterade 88 000 påstigningar. År 2007 flyttades finalarenan från Harlyckan till den allsvenska arenan Olympia. Turneringen avslutas med ett stort disko för alla deltagare.
Spanska FCB Escola stod som slutsegrare i P12 klassens A-slutspel 2010 efter 5-4 mot skånska LB07 i finalen.
Även A-slutspelet i P-10 klassen vanns av FCB Escola, sedan spanjorerna vunnit över Helsingborgs IF 1 med 4-0. 
Arsenal FC (England) kom till Eskilscupen 2011 med ett lag i P15 klassen, som dock blev diskade.